# Gunnar Rooth

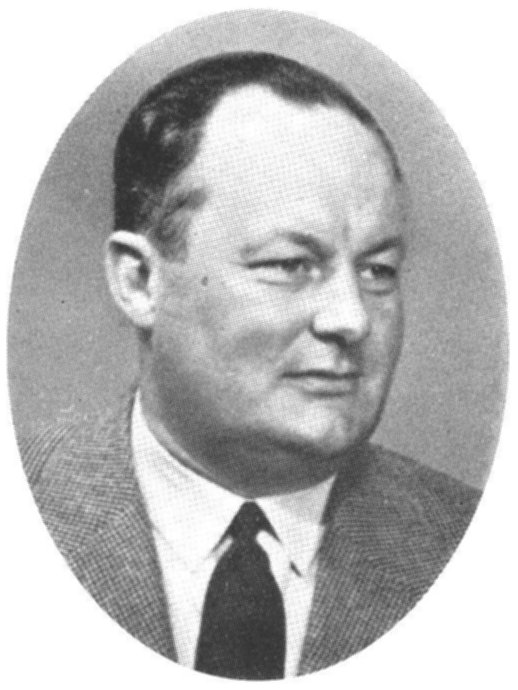
Foto ur Porträttgalleri från Östergötland (1937).

Gunnar Rooth, född 23 juli 1896 i Gävle, död 4 april 1952 i Linköping, var en svensk företagsledare.
Gunnar Rooth var son till direktör Otto Rooth, som var chef för Penninglotteriet, och Ellen Hertzman samt bror till Ivar Rooth. Efter studentexamen 1915 och reservofficersexamen 1917 var han anställd vid Munktells mekaniska verkstad i Eskilstuna 1916–1919 och företog en studieresa i USA 1919–1921. Han fortsatte studera vid Handelshögskolan i Nürnberg 1921–1922 och var 1922–1924 direktörsassistent i AB Åtvidabergs industrier (sedermera Facit AB). Hos Ford Motor Company AB i Stockholm var han 1924–1925 reklamchef, 1926–1928 direktörsassistent och 1928–1933 verkställande direktör. Från 1933 var han verkställande direktör i AB Alka Aluminiumkapslar i Linköping. 
Rooth lät 1930 uppföra Villa Solbacken, då kallad Villa Backen, vid Djurgårdsbrunn efter Ragnar Hjorths ritningar. Han gifte sig 1924 med Gunvor Valbö (1901–1990). Makarna Rooth är begravda på Vireda kyrkogård.